# William Peters Hepburn

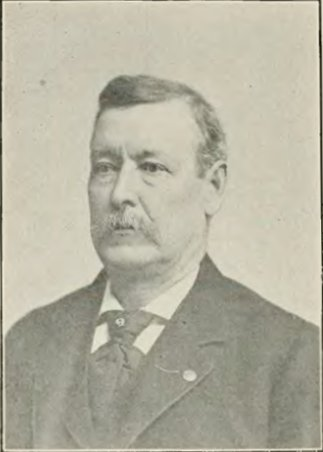
William Peters Hepburn

William Peters Hepburn (* 4. November 1833 in Wellsville, Columbiana County, Ohio; † 7. Februar 1916 in Clarinda, Iowa) war ein US-amerikanischer Politiker. Zwischen 1881 und 1887 sowie nochmals von 1893 bis 1909 vertrat er den Bundesstaat Iowa im US-Repräsentantenhaus.

## Werdegang
William Hepburn war ein Urenkel von Matthew Lyon (1749–1822), der für die Staaten Vermont und Kentucky im US-Repräsentantenhaus gesessen hatte. Im Jahr 1841 kam er mit seinen Eltern nach Iowa, wo sich die Familie in der Nähe von Iowa City niederließ. Dort besuchte er die öffentlichen Schulen. Anschließend machte er eine Druckerlehre. Nach einem anschließenden Jurastudium in Iowa City und in Chicago sowie seiner im Jahr 1854 erfolgten Zulassung als Rechtsanwalt begann er in Iowa City in seinem neuen Beruf zu arbeiten.
Im Februar 1856 zog Hepburn nach Marshalltown im Marshall County. Dort wurde er im selben Jahr Staatsanwalt. Von 1856 bis 1861 war er Bezirksstaatsanwalt im elften Gerichtsbezirk von Iowa. Im Jahr 1858 war er außerdem Verwaltungsangestellter im Repräsentantenhaus von Iowa. Politisch wurde er Mitglied der Republikanischen Partei, deren Republican National Conventions er in den Jahren 1860, 1888 und 1896 als Delegierter besuchte. Auf diesen wurden Abraham Lincoln, Benjamin Harrison und William McKinley als Präsidentschaftskandidaten der Partei nominiert. Alle drei wurden bei den anschließenden Wahlen auch gewählt.
Während des Bürgerkrieges war Hepburn Offizier einer Kavallerieeinheit aus Iowa. Bei Kriegsende hatte er den Rang eines Oberstleutnants erreicht. Zwischen 1865 und 1867 lebte er in Memphis (Tennessee). Anschließend kehrte er nach Iowa zurück, wo er sich dauerhaft in Clarinda niederließ und als Rechtsanwalt arbeitete. 1880 wurde Hepburn im achten Wahlbezirk von Iowa in das US-Repräsentantenhaus in Washington, D.C. gewählt. Dort trat er am 4. März 1881 die Nachfolge von William Fletcher Sapp an. Nach zwei Wiederwahlen konnte er bis zum 3. März 1887 drei zusammenhängende Legislaturperioden im Kongress absolvieren. Bei den Wahlen des Jahres 1886 unterlag er dem unabhängigen Kandidaten Albert R. Anderson.
Zwischen 1889 und 1893, während der Amtszeit von Präsident Harrison, war Hepburn als Anwalt für das Finanzministerium tätig. Im Jahr 1892 wurde er erneut für den achten Distrikt von Iowa in den Kongress gewählt. Dort löste er am 4. März 1893 James Patton Flick ab. Nach sieben Wiederwahlen konnte er bis zum 3. März 1909 im Repräsentantenhaus verbleiben. In diese Zeit fiel unter anderem der Spanisch-Amerikanische Krieg. Damals fielen neben anderen Gebieten die Philippinen und das ehemalige Königreich Hawaiʻi an die Vereinigten Staaten. Von 1895 bis 1909 war Hepburn Vorsitzender des Ausschusses für Binnen- und Außenhandel. Sein Name ist mit dem Hepburn Act aus dem Jahr 1906 verbunden. Durch dieses Gesetz sollten die Eisenbahnen zu fairen und vernünftigen Preisen gezwungen werden.
Bei den Wahlen des Jahres 1908 unterlag Hepburn überraschend dem Demokraten William Darius Jamieson. Hepburn hat den Ausgang der Wahl erfolglos angefochten. In den folgenden Jahren praktizierte er in der Bundeshauptstadt Washington und in seinem Wohnort Clarinda als Anwalt. Dort ist er am 7. Februar 1916 auch verstorben.